# Николай Хаджигенов
Николай Димитров Хаджигенов е български адвокат, общественик и политик.

## Детство и образование
Николай Хаджигенов е роден на 30 юни 1971 г. в град София. Завършва право в Нов български университет. Става известен като съдебен защитник на бившата кметица на район „Младост“ в София, Десислава Иванчева.

## Политическа кариера
Хаджигенов е един от организаторите на протестите в България през 2020 г.
Избран е за народен представител в XLV народно събрание от 25-ти МИР в град София, от квотата на коалиция „Изправи се! Мутри вън!“. Избран е за народен представител в XLVI народно събрание от същия избирателен район, от квотата на коалиция „Изправи се БГ! Ние идваме!“.

## Обществена дейност
Работи по дела за полицейско насилие над 15 години, като е постигнал множество решения за отмяна на незаконосъобразни  заповеди за арести и репариране на вреди по реда на Закона за отговорност на държавата и общините за вреди, причинени на граждани (ЗОДОВ). Председател е на първата Комисия за полицейско насилие в 46-ото НС, която завършва работа с приет доклад и решение на Събранието. 
През март 2021 година във вестник „24 часа“ е публикувана позицията на коалицията „Изправи се! Мутри вън!“, която се обявява против гей браковете и Истанбулската конвенция. След това заявление Николай Хаджигенов, заедно с Виктор Лилов – единственият открито хомосексуален кандидат за народен представител в XLV НС, провежда среща с ЛГБТИ-общността.
Адвокат Хаджигенов публично подкрепя борбата за правата на ЛГБТИ хората, но заявява подкрепата си като лична позиция, а не от името на коалицията.